# ديني إنغرام
ديني إنغرام (بالإنجليزية: Denny Ingram)‏ هو لاعب كرة قدم بريطاني، ولد في 27 يونيو 1976 في سندرلاند في المملكة المتحدة. لعب مع فوريست غرين ونادي سكاربورو ونادي هارتلبول يونايتد ونادي هاروجيت تاون ونادي هاليفاكس تاون.

## وصلات خارجية
- ديني إنغرام على موقع قاعدة بيانات كرة القدم.إي يو (الإنجليزية)
- ديني إنغرام على موقع Soccerbase.com (لاعب) (الإنجليزية)
- ديني إنغرام على موقع Soccerway.com (الإنجليزية)